# Петер Пекарик
Петер Пекарик (слч. Peter Pekarík; 30. октобар 1986) словачки је фудбалер који игра на позицији десног бека и тренутно наступа за Херту из Берлина и репрезентацију Словачке.